# اوسیاکوری
اوسیاکوری (انگلیسی: Usiacurí) نام شهری در کشور کلمبیا است.